# Seznam katastrálních území v okrese Nymburk
V této tabulce je uveden kompletní výčet katastrálních území Okresu Nymburk, včetně rozlohy a sídel, které na nich leží.
| Název KÚ                       | Sídla                                                               | Obec                 | km2   |
| ------------------------------ | ------------------------------------------------------------------- | -------------------- | ----- |
| A                              | A                                                                   | A                    |       |
| Benátecká Vrutice              | Benátecká Vrutice, Mladá                                            | Milovice             | 9,16  |
| Běrunice                       | Běrunice                                                            | Běrunice             | 7,07  |
| Běruničky                      | Běruničky                                                           | Běrunice             | 4,51  |
| Bobnice                        | Bobnice                                                             | Bobnice              | 7,4   |
| Bošín                          | Bošín                                                               | Křinec               | 2,66  |
| Břístev                        | Břístev                                                             | Chotěšice            | 2,46  |
| Bříství                        | Bříství                                                             | Bříství              | 3,6   |
| Budiměřice                     | Budiměřice                                                          | Budiměřice           | 3,63  |
| Černá Hora u Dymokur           | Černá Hora                                                          | Dymokury             | 1,47  |
| Černíky                        | Černíky                                                             | Černíky              | 3,88  |
| Čilec                          | Čilec                                                               | Čilec                | 4,6   |
| Činěves                        | Činěves                                                             | Činěves              | 14,44 |
| Dlouhopolsko                   | Dlouhopolsko                                                        | Dlouhopolsko         | 2,09  |
| Dobšice u Žehuně               | Dobšice                                                             | Dobšice              | 6,68  |
| Doubrava u Kostomlat nad Labem | Doubrava                                                            | Kostomlátky          | 1,85  |
| Doubravany                     | Doubravany                                                          | Košík                | 3,24  |
| Drahelice                      | Drahelice                                                           | Nymburk              | 3,18  |
| Dubečno                        | Dubečno                                                             | Kněžice              | 3,85  |
| Dvory u Nymburka               | Dvory, Veleliby                                                     | Dvory                | 6,8   |
| Dvořiště                       | Dvořiště                                                            | Chroustov            | 2,46  |
| Dymokury                       | Dymokury                                                            | Dymokury             | 9,32  |
| Hasina                         | Hasina                                                              | Rožďalovice          | 5,23  |
| Hořany u Poříčan               | Hořany                                                              | Hořany               | 3,8   |
| Hořátev                        | Hořátev                                                             | Hořátev              | 7,17  |
| Hradčany u Žehuně              | Hradčany                                                            | Hradčany             | 3,82  |
| Hradištko u Sadské             | Hradištko                                                           | Hradištko            | 18,25 |
| Hronětice                      | Hronětice, Vápensko                                                 | Kostomlaty nad Labem | 6,36  |
| Hrubý Jeseník                  | Hrubý Jeseník                                                       | Hrubý Jeseník        | 6,49  |
| Chleby                         | Draho, Chleby                                                       | Chleby               | 9,59  |
| Choťánky                       | Choťánky                                                            | Choťánky             | 4,03  |
| Chotěšice                      | Chotěšice                                                           | Chotěšice            | 8,19  |
| Chrást u Poříčan               | Chrást                                                              | Chrást               | 4,93  |
| Chroustov                      | Chroustov                                                           | Chroustov            | 4,98  |
| Chvalovice u Nymburka          | Chvalovice                                                          | Kovanice             | 3,79  |
| Jíkev                          | Jíkev                                                               | Jíkev                | 9,19  |
| Jiřice                         | Jiřice                                                              | Jiřice               | 8,38  |
| Jizbice u Nymburka             | Jizbice, Zavadilka                                                  | Jizbice              | 5,31  |
| Kamenné Zboží                  | Kamenné Zboží                                                       | Kamenné Zboží        | 4,64  |
| Kamilov                        | Kamilov                                                             | Sloveč               | 3,81  |
| Kanín                          | Kanín                                                               | Opolany              | 3,98  |
| Kluk                           | Kluk                                                                | Poděbrady            | 8,68  |
| Kněžice u Městce Králové       | Kněžice                                                             | Kněžice              | 11,06 |
| Kněžičky                       | Kněžičky                                                            | Kněžičky             | 11,87 |
| Kolaje                         | Kolaje                                                              | Kolaje               | 1,59  |
| Kostelní Lhota                 | Kostelní Lhota                                                      | Kostelní Lhota       | 8,66  |
| Kostomlátky                    | Kostomlátky                                                         | Kostomlátky          | 3,9   |
| Kostomlaty nad Labem           | Kostomlaty nad Labem                                                | Kostomlaty nad Labem | 8,1   |
| Košík                          | Košík                                                               | Košík                | 2,48  |
| Kounice                        | Kounice                                                             | Kounice              | 11,29 |
| Kouty u Poděbrad               | Kouty                                                               | Kouty                | 5,59  |
| Kovanice                       | Kovanice                                                            | Kovanice             | 4,29  |
| Kovansko                       | Kovansko                                                            | Bobnice              | 2,54  |
| Krchleby u Nymburka            | Krchleby                                                            | Krchleby             | 8,14  |
| Křečkov                        | Křečkov                                                             | Křečkov              | 5,13  |
| Křinec                         | Křinec                                                              | Křinec               | 6,61  |
| Lány u Kostomlat nad Labem     | Lány, Rozkoš                                                        | Kostomlaty nad Labem | 3,59  |
| Ledečky                        | Ledečky, Viničná Lhota                                              | Rožďalovice          | 1,34  |
| Libice nad Cidlinou            | Libice nad Cidlinou                                                 | Libice nad Cidlinou  | 9,96  |
| Litol                          | Litol                                                               | Lysá nad Labem       | 3,07  |
| Loučeň                         | Loučeň                                                              | Loučeň               | 10,29 |
| Lysá nad Labem                 | Byšičky, Dvorce, Lysá nad Labem                                     | Lysá nad Labem       | 30,58 |
| Malá Strana u Chotěšic         | Malá Strana                                                         | Chotěšice            | 1,77  |
| Mcely                          | Mcely                                                               | Mcely                | 13,4  |
| Mečíř                          | Mečíř                                                               | Křinec               | 2,38  |
| Městec Králové                 | Městec Králové, Nový, Vinice                                        | Městec Králové       | 18,3  |
| Milčice u Peček                | Milčice                                                             | Milčice              | 6,51  |
| Milovice nad Labem             | Boží Dar, Milovice, Mladá                                           | Milovice             | 19,16 |
| Netřebice u Nymburka           | Netřebice                                                           | Netřebice            | 5,59  |
| Nouzov u Dymokur               | Nouzov                                                              | Chotěšice            | 8,12  |
| Nová Ves u Chotěšic            | Nová Ves                                                            | Chotěšice            | 1,97  |
| Nové Zámky                     | Nové Zámky                                                          | Křinec               | 5,35  |
| Nový Dvůr u Oskořínka          | Nový Dvůr                                                           | Nový Dvůr            | 2,47  |
| Nymburk                        | Nymburk                                                             | Nymburk              | 17,36 |
| Odřepsy                        | Odřepsy                                                             | Odřepsy              | 6,13  |
| Okřínek                        | Okřínek                                                             | Okřínek              | 3,77  |
| Opočnice                       | Opočnice                                                            | Opočnice             | 10,92 |
| Opolánky                       | Opolánky                                                            | Opolany              | 1,66  |
| Opolany                        | Opolany                                                             | Opolany              | 5,64  |
| Oseček                         | Oseček                                                              | Oseček               | 4,88  |
| Osek                           | Osek                                                                | Kněžice              | 4,67  |
| Oskořínek                      | Oskořínek                                                           | Oskořínek            | 5,62  |
| Ostrá                          | Ostrá, Šnepov                                                       | Ostrá                | 11,06 |
| Ostrov u Poděbrad              | Ostrov                                                              | Úmyslovice           | 2,3   |
| Oškobrh                        | Oškobrh                                                             | Opolany              | 0,94  |
| Pátek u Poděbrad               | Pátek                                                               | Pátek                | 6,91  |
| Patřín                         | Loučeň, Patřín                                                      | Loučeň               | 5,45  |
| Písková Lhota u Poděbrad       | Písková Lhota                                                       | Písková Lhota        | 6,43  |
| Písty u Nymburka               | Písty                                                               | Písty                | 1,74  |
| Poděbrady                      | Poděbrady I, Poděbrady II, Poděbrady III, Poděbrady IV, Poděbrady V | Poděbrady            | 13,54 |
| Podlužany                      | Podlužany                                                           | Rožďalovice          | 2,63  |
| Podmoky u Městce Králové       | Podmoky                                                             | Podmoky              | 8,47  |
| Podolí u Rožďalovic            | Podolí                                                              | Rožďalovice          | 3,69  |
| Pojedy                         | Pojedy                                                              | Žitovlice            | 2,86  |
| Polabec                        | Polabec                                                             | Poděbrady            | 2,56  |
| Přední Lhota u Poděbrad        | Přední Lhota                                                        | Poděbrady            | 3,98  |
| Přerov nad Labem               | Přerov nad Labem                                                    | Přerov nad Labem     | 10,65 |
| Rašovice u Nymburka            | Rašovice                                                            | Budiměřice           | 2,55  |
| Rožďalovice                    | Rožďalovice                                                         | Rožďalovice          | 8,18  |
| Sadská                         | Sadská                                                              | Sadská               | 16,41 |
| Sány                           | Sány                                                                | Sány                 | 9,47  |
| Seletice                       | Seletice                                                            | Seletice             | 11,38 |
| Semice nad Labem               | Semice                                                              | Semice               | 9,44  |
| Senice                         | Senice                                                              | Senice               | 4,47  |
| Slibovice                      | Slibovice                                                           | Běrunice             | 3,31  |
| Sloveč                         | Sloveč                                                              | Sloveč               | 5,58  |
| Sokoleč                        | Sokoleč                                                             | Sokoleč              | 6,28  |
| Sovenice                       | Sovenice                                                            | Křinec               | 4,66  |
| Sovolusky u Košíku             | Sovolusky                                                           | Košík                | 1,49  |
| Srbce u Okřínka                | Srbce                                                               | Okřínek              | 1,82  |
| Stará Lysá                     | Čihadla, Stará Lysá                                                 | Stará Lysá           | 9,71  |
| Starý Vestec                   | Starý Vestec                                                        | Starý Vestec         | 3,55  |
| Straky                         | Straky                                                              | Straky               | 9,23  |
| Stratov                        | Stratov                                                             | Stratov              | 6,31  |
| Střihov                        | Střihov                                                             | Sloveč               | 3,1   |
| Studce                         | Studce, Studečky                                                    | Loučeň               | 3,28  |
| Svídnice u Dymokur             | Svídnice                                                            | Dymokury             | 3,86  |
| Šlotava                        | Šlotava                                                             | Budiměřice           | 1,83  |
| Třebestovice                   | Třebestovice                                                        | Třebestovice         | 3,37  |
| Tuchom                         | Tuchom                                                              | Košík                | 7,48  |
| Úmyslovice                     | Úmyslovice                                                          | Úmyslovice           | 3,94  |
| Velenice                       | Velenice                                                            | Velenice             | 8,02  |
| Velenka                        | Velenka                                                             | Velenka              | 4,98  |
| Velké Výkleky                  | Velké Výkleky                                                       | Běrunice             | 4,18  |
| Velké Zboží                    | Velké Zboží                                                         | Poděbrady            | 4,93  |
| Vestec nad Mrlinou             | Vestec                                                              | Vestec               | 7,44  |
| Vinice u Městce Králové        | Vinice                                                              | Městec Králové       | 1,58  |
| Vlkov nad Lesy                 | Vlkov nad Lesy                                                      | Běrunice             | 7,66  |
| Vlkov pod Oškobrhem            | Vlkov pod Oškobrhem                                                 | Vlkov pod Oškobrhem  | 1,42  |
| Vrbice u Poděbrad              | Vrbice                                                              | Vrbice               | 5,84  |
| Vrbová Lhota                   | Vrbová Lhota                                                        | Vrbová Lhota         | 6,03  |
| Všechlapy u Nymburka           | Všechlapy                                                           | Všechlapy            | 3,04  |
| Vykáň                          | Vykáň                                                               | Vykáň                | 6,16  |
| Zábrdovice u Křince            | Zábrdovice                                                          | Křinec               | 4,17  |
| Záhornice u Městce Králové     | Poušť, Záhornice                                                    | Záhornice            | 17,07 |
| Zámostí u Rožďalovic           | Zámostí                                                             | Rožďalovice          | 2,83  |
| Zbožíčko                       | Zbožíčko                                                            | Zbožíčko             | 4,28  |
| Zvěřínek                       | Zvěřínek                                                            | Zvěřínek             | 2,06  |
| Žitovlice                      | Žitovlice                                                           | Žitovlice            | 3,72  |

Celková výměra 850,04 km2